# Achaenodon
L'achenodonte (gen. Achaenodon) è un mammifero artiodattilo estinto, forse appartenente agli eloiidi. Visse nell'Eocene medio/superiore (circa 43-39 milioni di anni fa) e i suoi resti fossili sono stati ritrovati in Nordamerica.

## Descrizione
Questo animale era di grandi dimensioni e doveva assomigliare vagamente a un gigantesco cinghiale. La taglia di Achaenodon doveva raggiungere quella di un orso nero americano (Ursus americanus): era lungo circa due metri e doveva pesare circa 285 chilogrammi. Il muso di Achaenodon era molto corto e robusto, con grandi archi zigomatici espansi lateralmente, che rendevano il cranio estremamente largo. Era presente una cresta sagittale molto alta, che si connetteva posteriormente a una cresta nucale espansa; queste due strutture, unitamente alle ampie arcate zigomatiche, indicano che la muscolatura delle fauci era estremamente potente.
La dentatura di Achaenodon era caratterizzata da grandi canini ricurvi e da grandi denti postcanini dalla struttura bunodonte. La formula dentaria era quella tipica degli artiodattili con tre incisivi, un canino, quattro premolari e tre molari; il primo premolare inferiore era presente nei giovani e, crescendo, veniva espulso a causa della crescita del canino. I molari superiori erano di forma squadrata e dotati di quattro grandi cuspidi coniche, circondate da precingula e postcingula robusti e da smalto straordinariamente ispessito. Una particolare specie (A. frendi) possedeva ancora protoconulo e ipocono, scomparsi negli altri achenodonti (Lucas et al., 2004).
Le zampe anteriori di Achaenodon erano corte, i metacarpi non fusi e la mano possedeva quattro dita. Le zampe posteriori erano leggermente più lunghe.

## Classificazione
Descritto per la prima volta nel 1893 da Edward Drinker Cope, Achaenodon è noto principalmente per resti fossili provenienti dall'Eocene medio del Wyoming. La specie tipo è Achaenodon insolens, ma sono note anche altre specie (A. robustus, A. uintense, A. frendi), tutte provenienti da California, Oregon, Utah, Wyoming. Le affinità di Achaenodon non sono ben chiare: per lungo tempo questo animale è stato classificato tra gli entelodontidi, i cosiddetti "maiali del terrore" tipici dell'Oligocene e del Miocene; questa classificazione era dovuta principalmente alla grande taglia di Achaenodon e alle somiglianze nella dentatura particolarmente massiccia. In realtà, le similitudini tra Achaenodon e gli entelodonti erano dovute principalmente a convergenza evolutiva e allo sviluppo di caratteristiche dovute alla grande taglia. 

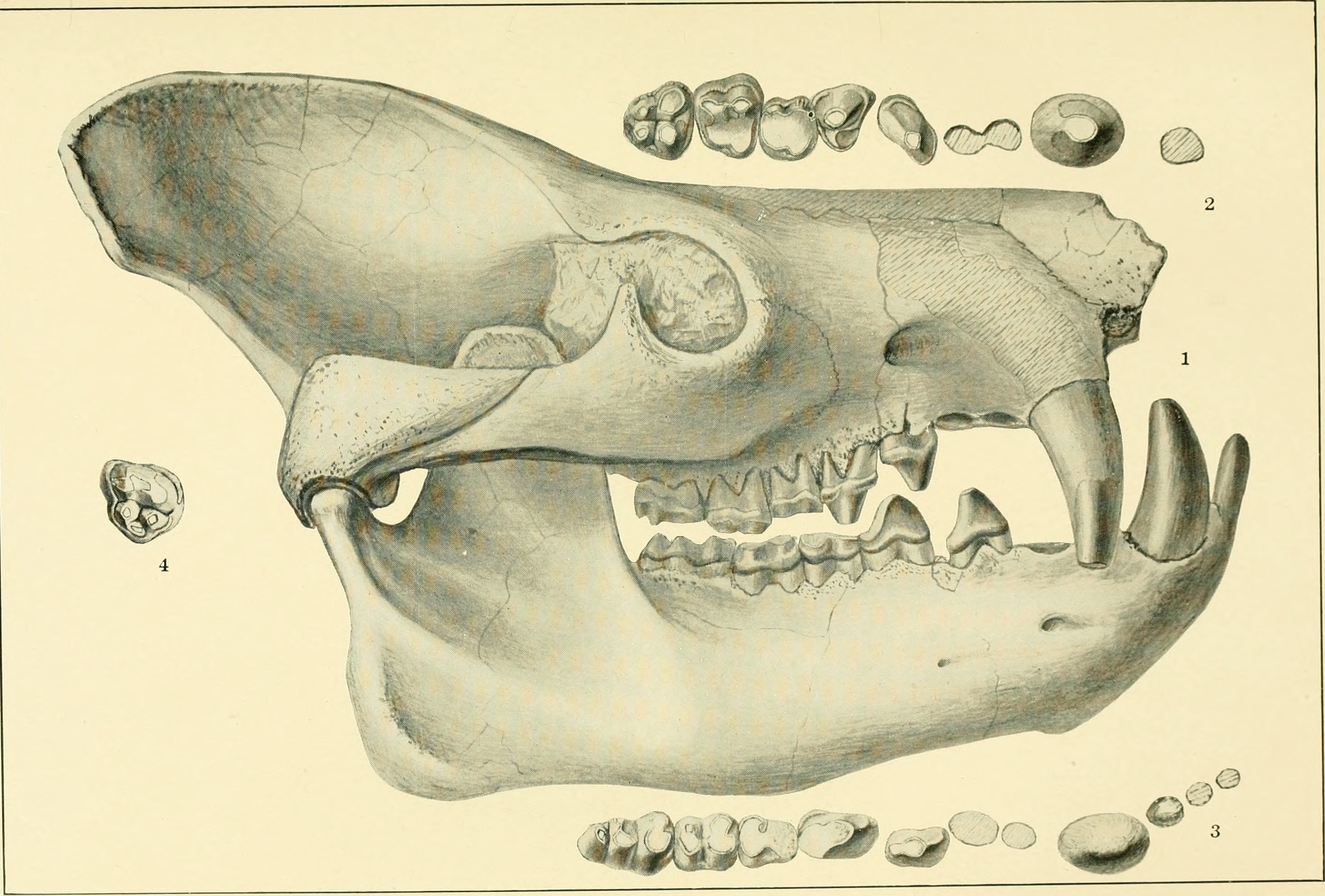
Cranio di Achaenodon

È probabile, invece, che Achaenodon fosse un rappresentante molto specializzato degli eloiidi (Helohyidae), un gruppo di artiodattili primitivi tipici dell'Eocene nordamericano e asiatico, solitamente di dimensioni molto più piccole. Achaenodon, se effettivamente fosse stato un eloiide gigante, sarebbe stato anche l'ultimo rappresentante della famiglia (tranne il messicano Simojovelhyus, risalente all'Oligocene superiore). Un animale strettamente imparentato ad Achaenodon è Parahyus, di dimensioni minori. Altri studi hanno indicato che Achaenodon potrebbe essere un rappresentante basale del gruppo Cetancodontamorpha (Spaulding et al., 2009).

## Paleoecologia
Le grandi dimensioni di Achaenodon lo rendevano un bersaglio difficile per i carnivori dell'Eocene medio. Achaenodon fu il primo artiodattilo di grandi dimensioni, e rimase l'unico artiodattilo a far parte della megafauna per tutto l'Eocene; anche dopo la scomparsa di questo animale, non vi furono altri artiodattili di grosse dimensioni per almeno 5 milioni di anni, con la comparsa di Archaeotherium.